# Збройні сили Монголії
Збройні сили Монголії (монг. Монгол Улсын Зэвсэгт Хүчин) були сформовані на базі Монгольської народно-революційної армії (начальник штабу та головнокомандувач — Д. Сухе-Батор) після перемоги Монгольської народної революції у 1921 році.

## Історія
Основою регулярної монгольської армії стали партизанські загони, керовані Монгольською народно-революційної партією що брали участь разом із Червоною Армією  і Народно-революційною армією Далекосхідної республіки в боях на території Монголії з китайськими мілітаристами і білими загонами Р. фон Унгерна-Штернберга. В серпні 1921 військові фахівці п'ятої Народно-революційної армії розробили проект організації військової системи на базі радянського військового досвіду. В його основі містився принцип територіальності при військових закликах і формування постійної кадрової армії.
Начальниками Генштабу протягом перших двох років були радянські військові спеціалісти: Лятте (березень-квітень 1921), П. І. Литвинця (квітень-вересень 1921), В.А. Хува (вересень 1921 - вересень 1922), С. І. Попов (1922-1923).
У 1939 році Монгольська Народно-революційна армія спільно з бійцями Червоної армії брала участь у відбитті японської агресії проти Монголії в ході прикордонної війни в районі річки Халхін-Гол. Втрати МНРА в ході цих подій склали 165 чол. убитими і 401 пораненими (за оцінками монгольського історика Ганболда загальна сума втрат склала 895 чол.).
У 1945 році війська МНР брали участь в Маньчжурській стратегічної наступальної операції (9 серпня - 2 вересня 1945) по розгрому Квантунської армії Японії.

## Сучасний стан

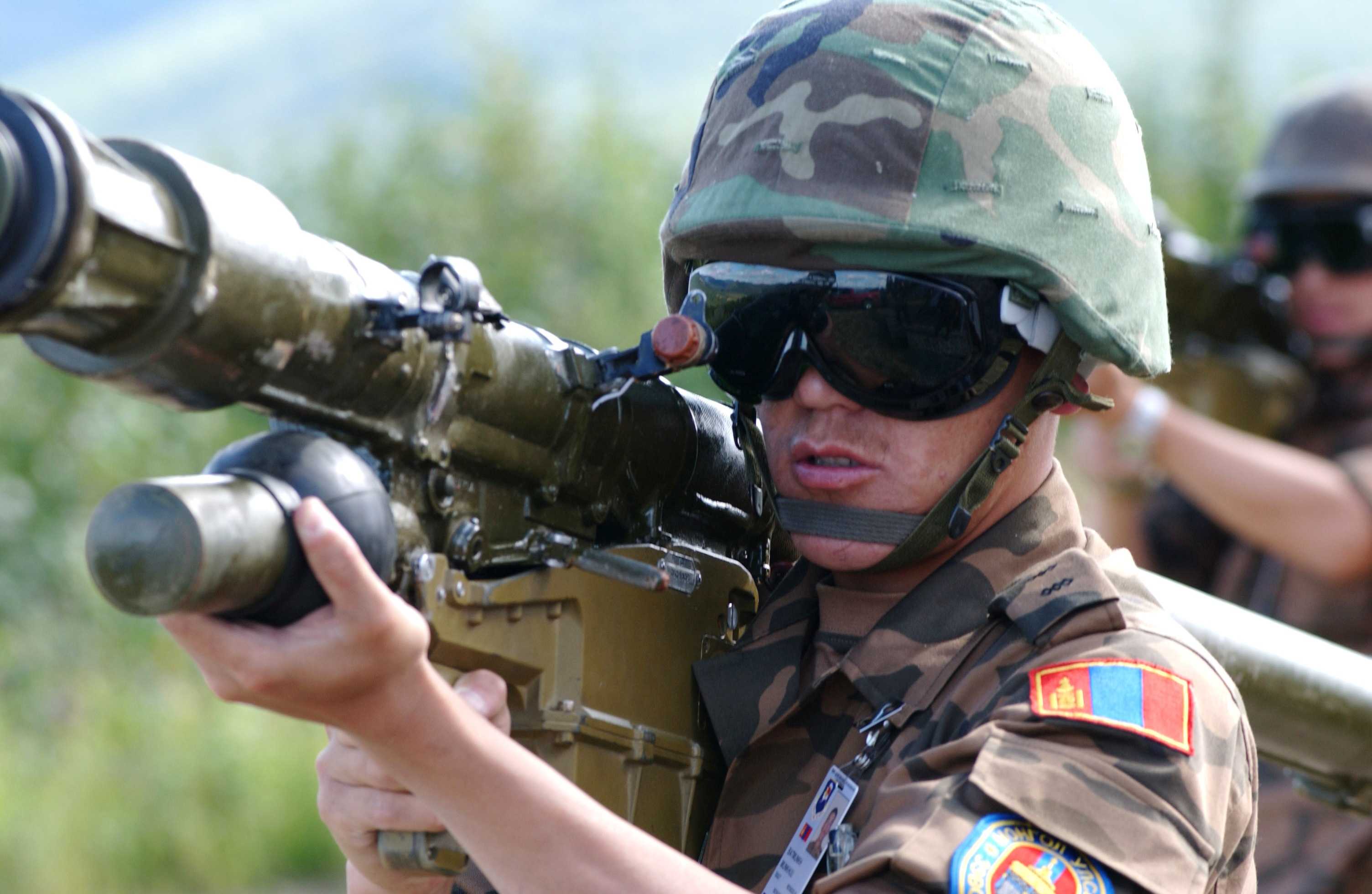
Монгольський військовий з ПЗРК Ігла.

Регулярні збройні сили складають 10000 осіб (у тому числі 3300 строкової служби) (2012).
Комплектування здійснюється за призовом, термін служби складає 12 місяців. Призиваються чоловіки віком з 18 до 25 років. Відстрочка від військової служби надається студентам, молодим і багатодітним батькам. Резерв сухопутних військ - 137 тис. чол. Начальник генштабу збройних сил Монголії генерал-лейтенант Церендежідійн Бямбажав (з 2009 року).
Воєнізовані формування складають 7,2 тис. чол., в тому числі прикордонні війська - 6 тис. чол. (з них 4,7 тис. строкової служби), внутрішні війська - 1,2 тис. чол. (з них 800 строкової служби).
Мобілізаційні ресурси - 819 тис.чол., В тому числі придатних до військової служби 530,6 тис. чол.
Військовий бюджет Монголії в 2007 році склав 20 млн дол. США.
В Монголії офіційно існує право відкупу від призову на військову службу. Для звільнення від військової служби призовник може сплатити встановлену державою суму: в 2009 році - 2,3 млн тугриків (близько 1600 доларів США)

## Сухопутні війська
Чисельність 8,9 тис. чол., 6 полків (укомплектовані не повністю), артилерійський полк, легкий піхотний батальйон швидкого реагування (другий - на стадії формування), повітряно-десантний батальйон.

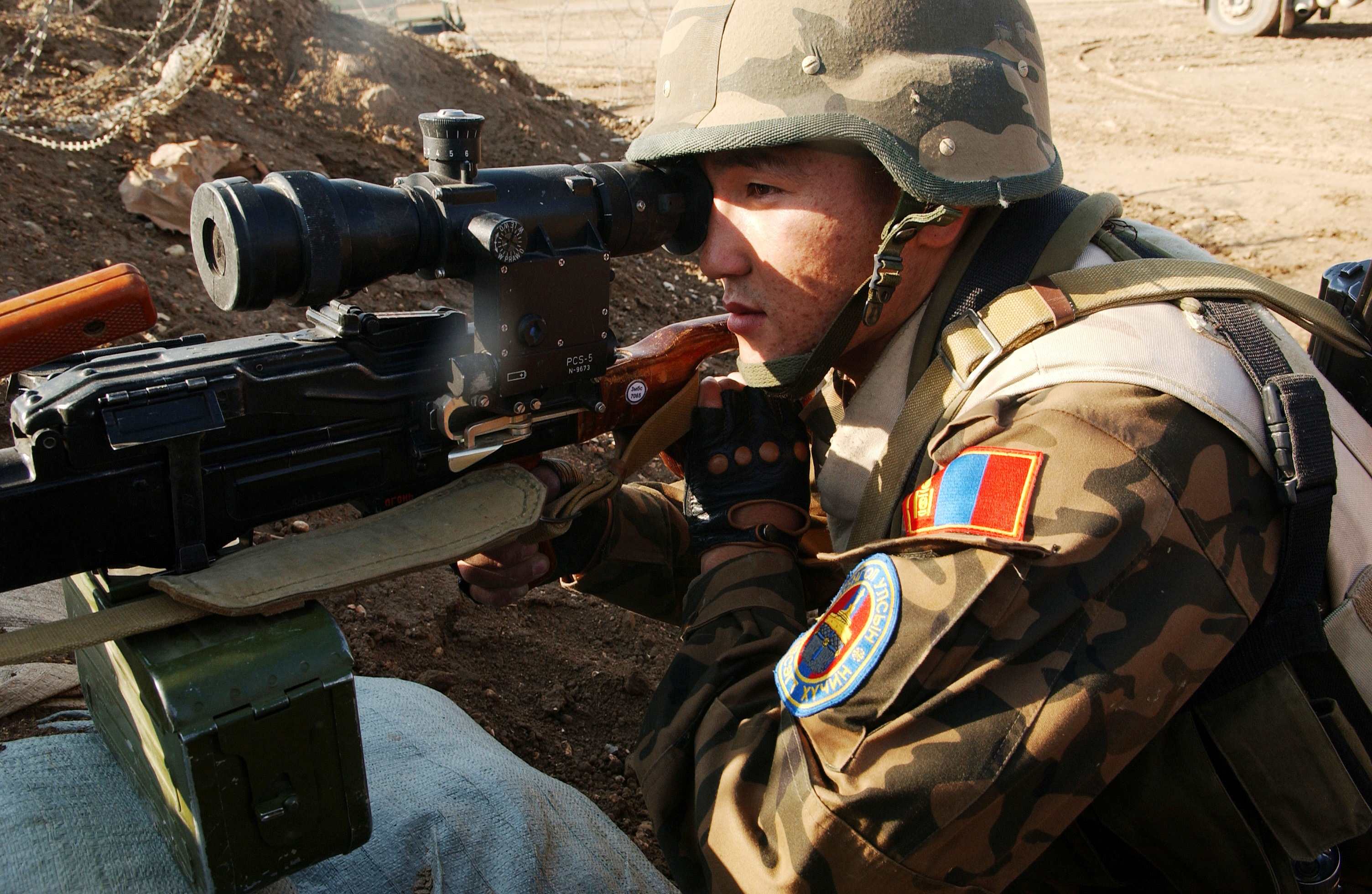
Монгольський військовослужбовець з ПКМ

Монгольські військовослужбовці

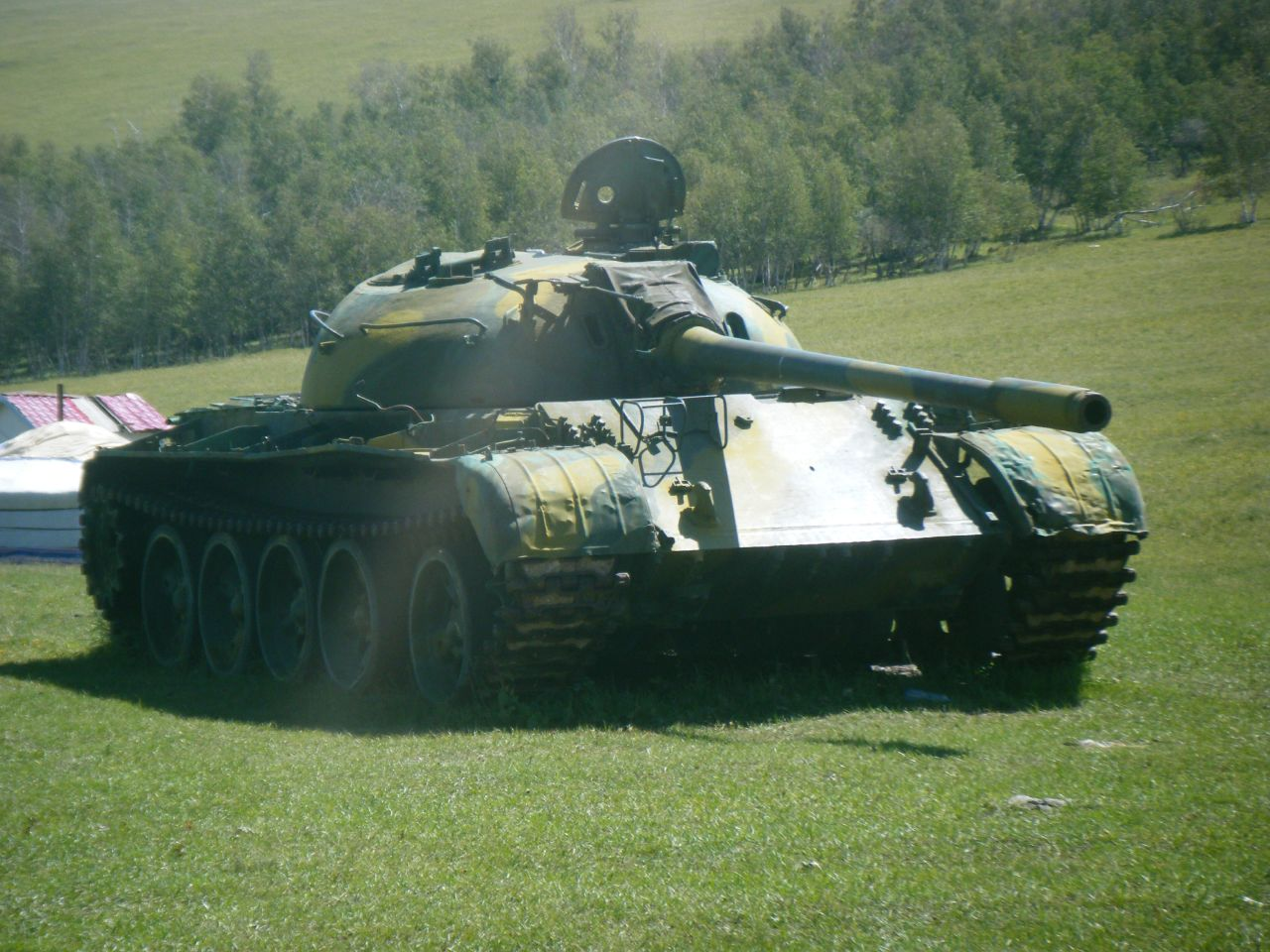
Т-55

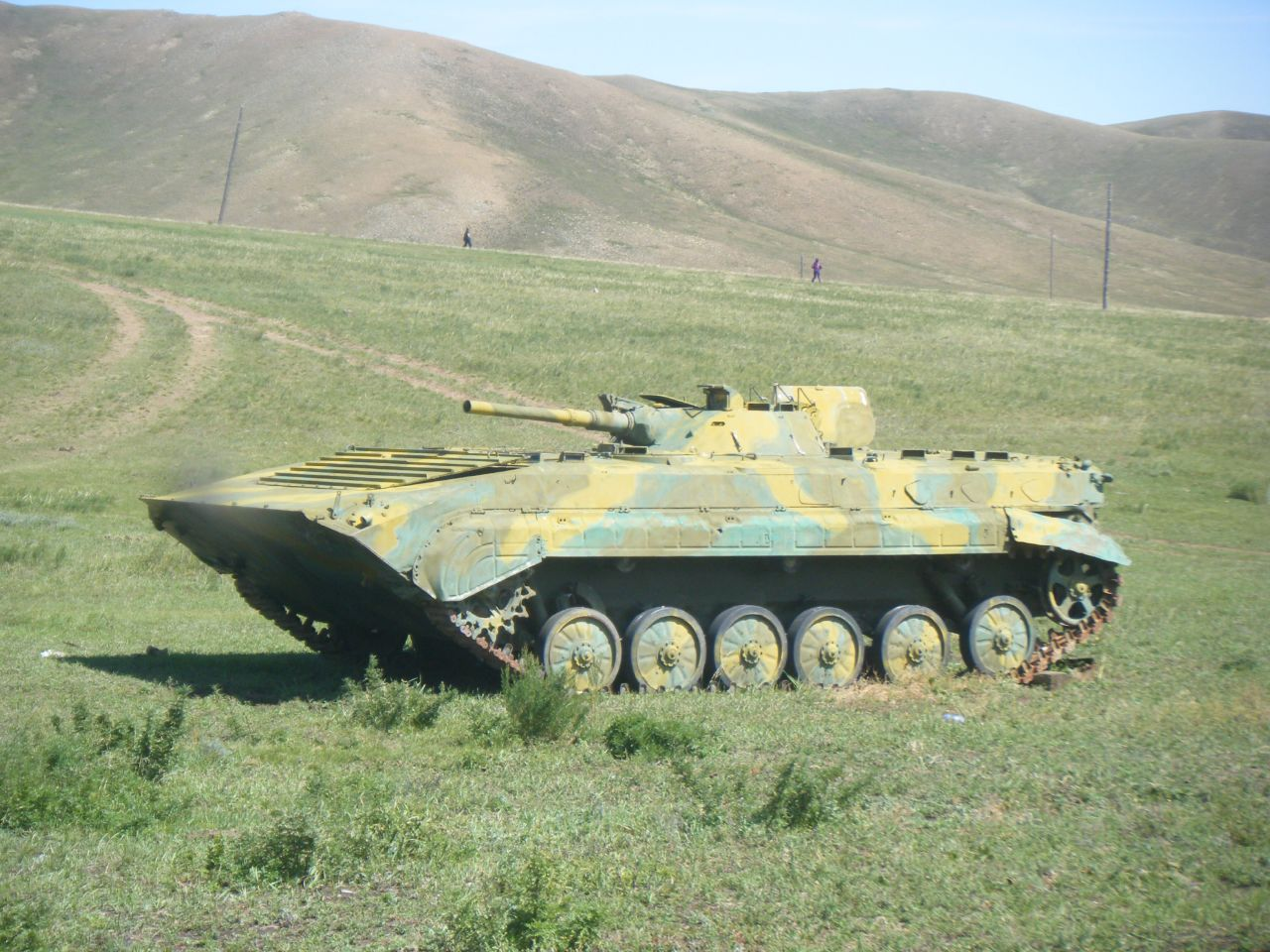
БМП-1

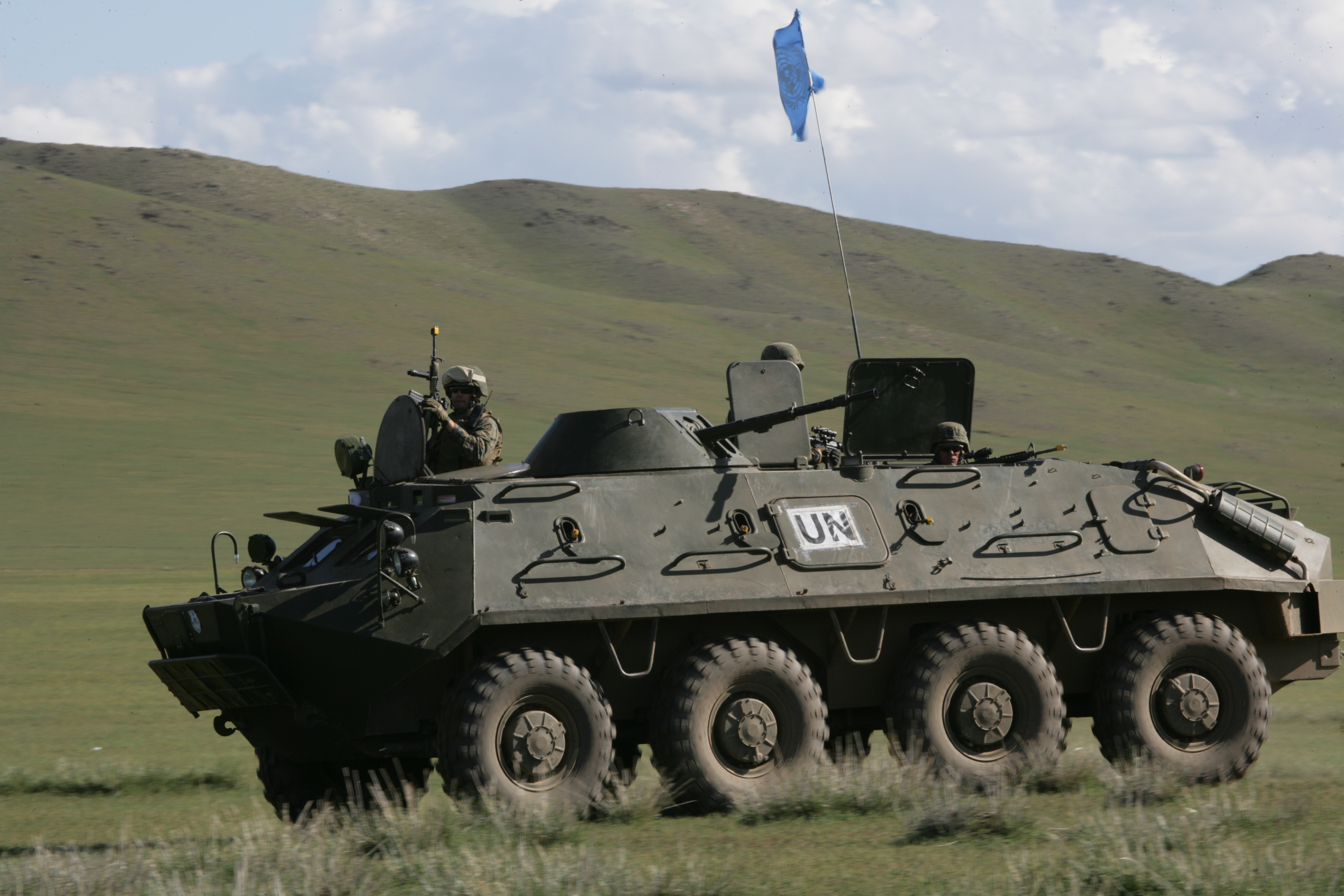
БТР-60ПБ

| Тип                               | Виробництво | Призначення                                                                                                   | Кількість     | Примітки         |       |
| Танки                             | Танки       | Танки | Танки         | Танки            | Танки |
| --------------------------------- | ----------- | --- | ------------- | ---------------- | ----- |
| Т-72А                             | СРСР        | Основний бойовий танк                                                                                         | 50            |                  |       |
| Т-54/Т-55/Т-62                    | СРСР        | Середній танк                                                                                                 | 370           |                  |       |
| Бойові машини піхоти              |             | |               |                  |       |
| БМП-1                             | СРСР        | Бойова машина піхоти                                                                                          | 310           |                  |       |
| Бойові розвідувальні машини       |             | |               |                  |       |
| БРДМ-2                            | СРСР        | Бойова розвідувальна машина                                                                                   | 120           |                  |       |
| Бронетранспортери                 |             | |               |                  |       |
| БТР-80M                           | Росія       | Бронетранспортер                                                                                              | 20            |                  |       |
| БТР-70М                           | СРСР        | Бронетранспортер                                                                                              | 40            |                  |       |
| БТР-60                            | СРСР        | Бронетранспортер                                                                                              | 150           |                  |       |
| Протитанкове озброєння            |             | |               |                  |       |
| Д-44 Д-48 БС-3 МТ-12              | СРСР        | 85-мм Протитанкова гармата 85-мм Протитанкова гармата 100-мм Протитанкова гармата 100-мм Протитанкова гармата | 200           |                  |       |
| РПГ-7                             | СРСР        | Ручний протитанковий гранатомет                                                                               | [ 13 ]        |                  |       |
| СПГ-9                             | СРСР        | 73-мм протитанковий Гранатомет                                                                                | [ 14 ]        |                  |       |
| Реактивні системи залпового вогню |             | |               |                  |       |
| БМ-21 Град                        | СРСР        | 122-мм РСЗВ                                                                                                   | 130           |                  |       |
| Артилерійські системи             |             | |               |                  |       |
| М-30 Д-30 М-46 МЛ-20              | СРСР        | 122-мм гаубиця 122-мм гаубиця 130-мм гармата 152-мм гаубиця-гармата                                           | 300           |                  |       |
| БМ-43 ПМ-43 М-160                 | СРСР        | 82-мм міномет 120-мм міномет 160-мм міномет                                                                   | 140           |                  |       |
| Стрілецька зброя                  |             | |               |                  |       |
| ПМ                                | СРСР        | Пістолет | [ 13 ]        |                  |       |
| ПСМ                               | СРСР        | Пістолет | [ 13 ]        |                  |       |
| ТТ                                | СРСР        | Пістолет | [ 13 ]        |                  |       |
| ПП-93                             | Росія       | Пістолет-кулемет                                                                                              | [ 15 ] [ 16 ] | Тільки в сил СпП |       |
| АКМ                               | СРСР        | Автомат | [ 13 ]        |                  |       |
| АКМС                              | СРСР        | Автомат | [ 13 ]        |                  |       |
| АК-74                             | СРСР        | Автомат | [ 13 ]        |                  |       |
| АКС-74У                           | СРСР        | Автомат | [ 13 ]        |                  |       |
| 9A-91                             | Росія       | Автомат | [ 17 ] [ 18 ] | Тільки в сил СпП |       |
| Галіл                             | Ізраїль     | Автомат | [ 19 ] [ 20 ] | Тільки в сил СпП |       |
| СВД                               | СРСР        | Снайперська гвинтівка                                                                                         | [ 21 ]        |                  |       |
| ВСК-94                            | Росія       | Снайперська гвинтівка                                                                                         | [ 22 ]        | Тільки в сил СпП |       |
| Galatz                            | Ізраїль     | Снайперська гвинтівка                                                                                         | [ 23 ]        | Тільки в сил СпП |       |
| ПК                                | СРСР        | Кулемет | [ 13 ]        |                  |       |
| Ручний кулемет Калашникова        | СРСР        | Ручний кулемет                                                                                                | [ 24 ]        |                  |       |
| НСВ-12,7 «Утёс»                   | СРСР        | Станковий кулемет                                                                                             | [ 13 ]        |                  |       |
| СГМ                               | СРСР        | Станковий кулемет                                                                                             | [ 13 ]        |                  |       |
| ГМ-94                             | Росія       | Ручний гранатомет                                                                                             | [ 23 ]        | Тільки в сил СпП |       |
| РГ-6 «Гном»                       | Росія       | Ручний револьверний гранатомет                                                                                | [ 22 ]        | Тільки в сил СпП |       |

## Військово-повітряні сили
На озброєнні ВПС Монголії знаходиться наступна техніка та засоби ураження: (англ.)
| Тип             | Кількість |
| --------------- | --------- |
| Мі-24V/P        | 11        |
| Мі-8MT/T / 171E | 13        |

## Навчання

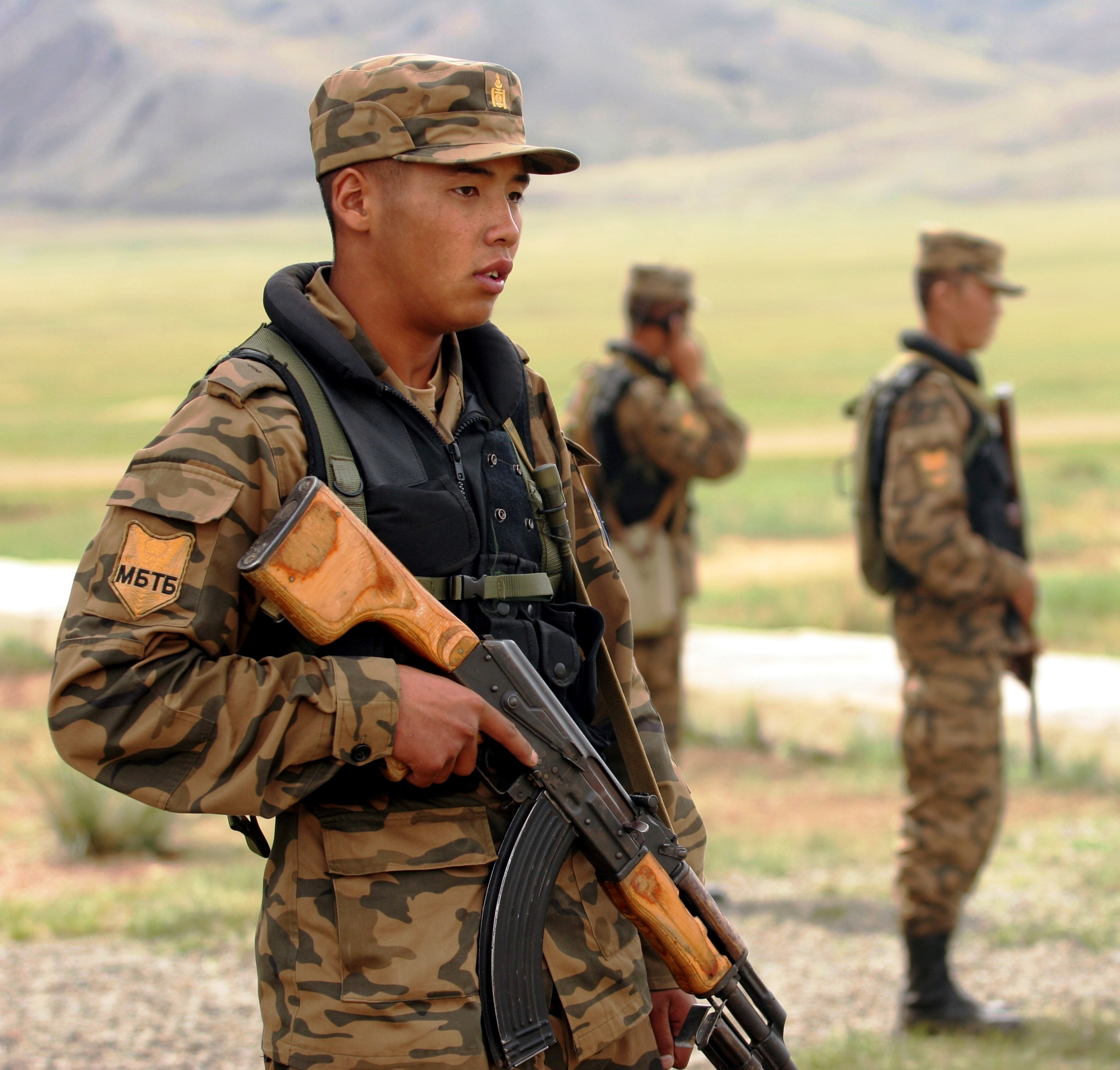
Монгольський військовослужбовець на навчаннях «В пошуках Хана-2007»

Кілька років поспіль на території Монголії проходять міжнародні навчання «В пошуках Хана».
З 27 жовтня по 29 листопада 2008 року на території Монголії відбулися російсько-монгольські тактичні навчання «Дархан-1».
З 26 червня по 4 липня армії поблизу Пекіна відбулися спільні китайсько-монгольські навчання «Миротворча місія-2009».
З 17 серпня по 15 вересня 2009 під Улан-Батор відбулися російсько-монгольські навчання «Дархан-2».
З 6 по 15 вересня 2010 року на російському військовому полігоні Бурдун (Кяхтинська район, республіка Бурятія) відбулися російсько-монгольські навчання «Дархан-3».
З 5 по 10 вересня 2011 року на під Улан-Батор відбулися антитерористичні російсько-монгольські навчання Селенга-2011..
З 21 по 29 вересня 2012 року на російському військовому полігоні Бурдун відбулися російсько-монгольські навчання Селенга-2012.
З 9 по 19 вересня 2013 року на монгольському полігоні Дойтин Шар Уул відбулися антитерористичні російсько-монгольські навчання Селенга-2013.

## Миротворчі операції
З 2002 року Монголія бере участь в миротворчій діяльності. За цей час в різних операціях взяли участь 3200 монгольських військовослужбовців. 1800 з них служили під мандатом ООН, інші 1400 - під міжнародним мандатом.
В даний час миротворці з Монголії знаходяться в шести країнах, у тому числі в Сьєрра-Леоне (З 2006 року, чисельність контингенту порядка 250 військовослужбовців) і Західній Сахарі. В ході закінчення миротворчої операції в Іраку монгольські військовослужбовці служили разом з польськими військовими. Монгольський контингент чисельністю 150 осіб забезпечував безпеку периметра на базі Кемп-Ехо на півдні Іраку.
Вищі цивільні і військові керівники неодноразово заявляли про бажання Монголії взяти участь у миротворчій операції в Афганістані.